# CA Progreso
A Club Atlético Progreso egy 1917-ben alapított uruguayi labdarúgócsapat. Székhelye Montevideo, és a másodosztály tagja.

## Sikerlista

### Hazai
- 1-szeres uruguayi bajnok: 1989